# Veltrusy
Veltrusy település Csehországban, a Mělníki járásban. Veltrusy Všestudy, Nová Ves, Nelahozeves, Kralupy nad Vltavou, Zlosyň és Chvatěruby településekkel határos. Lakosainak száma 2297 fő (2024. január 1.).

## Népesség
A település lakosságának változását az alábbi diagram mutatja:
| Lakosok száma | 900  | 1397 | 1548 | 2029 | 1675 | 1944 | 2025 | 2131 | 2280 | 2297 |
|               | 1869 | 1900 | 1921 | 1961 | 1980 | 2011 | 2016 | 2019 | 2021 | 2024 |